# Municipi de Birštonas
El Municipi de Birštonas (en lituà: Birštono savivaldybė) és un dels 60 municipis de Lituània, situat dins del comtat de Kaunas. El centre administratiu del municipi és la ciutat Birštonas.

## Seniūnijos del municipi de Birštonas

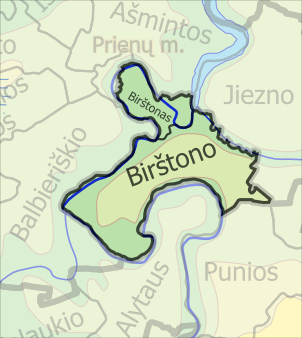
Mapa del municipi

- Birštono seniūnija (Birštonas)